# Bushy Park
Bushy Park je druhý největší královský park v Londýně. Nachází se na jihozápadě Londýna v obvodu Richmond. Rozprostírá se na ploše 4,5 km², bezprostředně na sever od Hampton Court Palace a jeho zahrad, jen několik minut chůze od Kingstonu.
Park obsahuje rybníky pro rybaření i projížďku na lodi, cesty pro vyjížďky na koni, udržované sady, divoké oblasti zarostlé kapradím obývané jeleny a chráněné oblasti. V parku se nachází několik chat a Národní fyzikální laboratoř.

## Historie

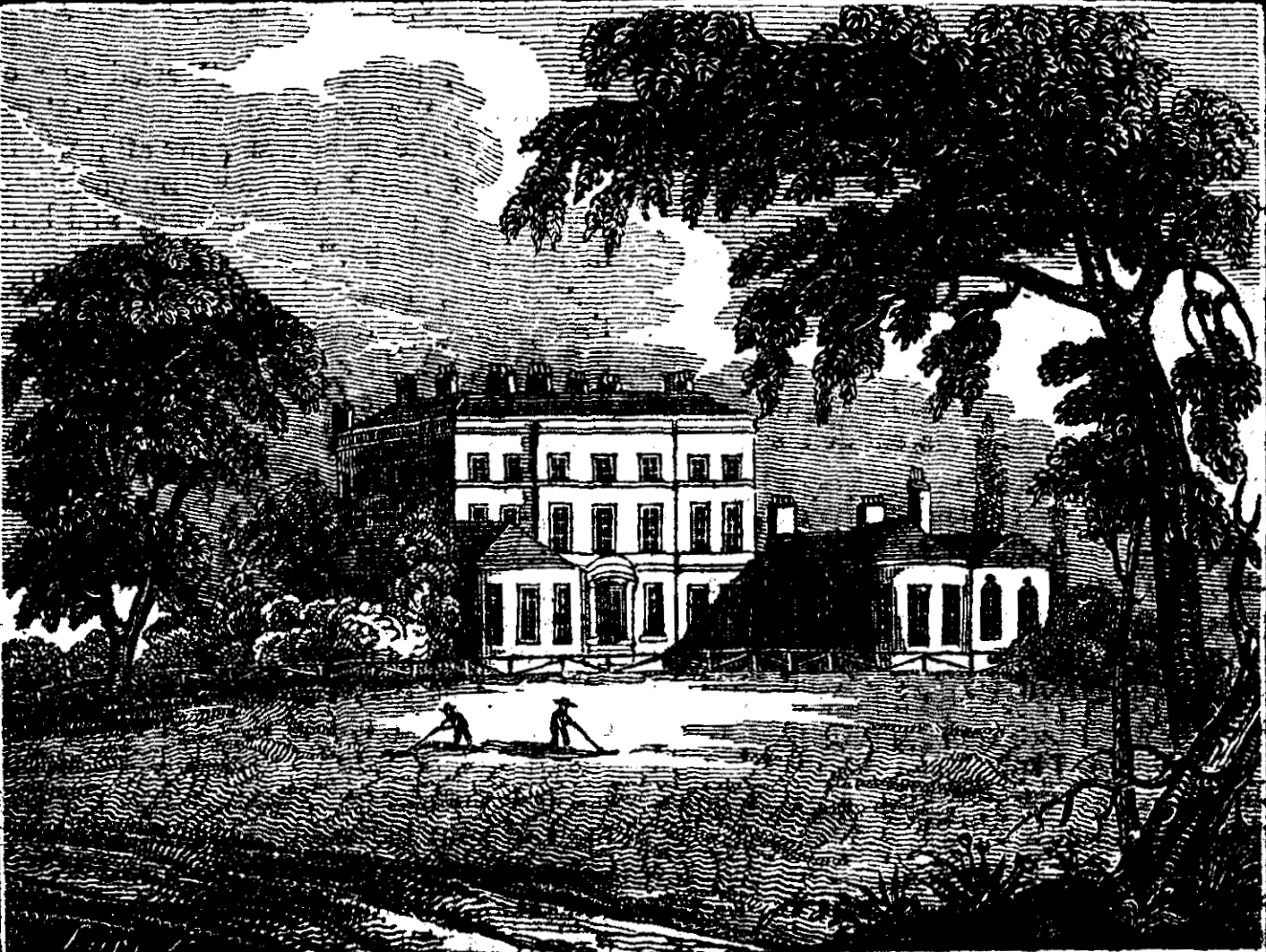
Bushy park

Oblast Bushy parku byla osídlena posledních 4000 let. Byla zde objevena mohyla z doby bronzové a bohaté známky zemědělské činnosti ve středověku.
Když Jindřich VIII. převzal v roce 1529 od kardinála Tomase Wolseyho Hampton Court Palace, převzal také i tři okolní parky (Hare Warren, Middle park a Bushy park), které tvoří současný Bushy park. Jako vášnivý lovec určil tento park jako honební revír pro lov jelenů.
Jeho následovníci, kteří byli méně krvelační, nechali postavit v parku další malebné příslušenství. Karel I. nechal vykopat zavlažovací 19kilometrový kanál Longford River pro zásobování Hampton Court a zřídit několik rybníků. V té době byla postavena i hlavní komunikace – kaštanová ulice (Chesnut Avenue), která vede mezi Hampton Court Road v Hamptonu a Sandy Lane v Teddingtonu. Od poloviny 19. století do druhé světové války zde Londýňané slavili kaštanovou neděli (Chestnut Sunday), procházejíce se rozkvetlou kaštanovou alejí (tato tradice byla obnovena v roce 1993).
Na konci 19. století zde byly položeny základy nového sportu – pozemního hokeje.
Během první světové války zde byla zřízena nemocnice, v níž byli ošetřováni kanadští vojáci a v době mezi válkami zde byl zřízen tábor pro podvyživené děti. Dwight D. Eisenhower zde plánoval během druhé světové války vylodění v Normandii.

## Doprava
Nejbližší železniční stanice National Rail – Hampton Court na jihu, Hampton Wick a Kingston na východě, Teddington na severu a Hampton na západě. Všechny jsou vzdálené asi 10–15 minut chůze.
Některé linkové autobusy zastavují poblíž Hampton Court Gate – hlavní jižní vstupní brány do parku. Autobusy z Richmondu zastavují u Hampton Court Green.